# 哈尔西号驱逐舰
哈尔西号驱逐舰（USS Halsey (DDG-97)）是美国海军阿利·伯克级驱逐舰的第四十七艘，以海军五星上将小威廉·哈尔西命名。
哈尔西号驱逐舰于2002年1月13日在密西西比州帕斯卡古拉的英戈尔斯造船厂安放龙骨，2004年1月9日下水，2005年7月30日服役。